# Marions-nous à Noël !
Marions-nous à Noël ! (A Wedding for Christmas) est un téléfilm de Noël américain réalisé par Fred Olen Ray.

## Synopsis
Angela rêve de se marier dans la ferme de sapins de son grand-père, le soir du réveillon de Noël. Elle a déjà tout prévu. Qui mieux que sa sœur Haley, organisatrice de mariage de stars à Los Angeles, pour s'occuper de la fête? La citadine, ultra-connectée, revient pour l'occasion dans le village de son enfance. Elle y croise Carter, un vieil ami. Pour la jeune femme, le retour aux sources est difficile...

## Fiche technique
- Titre original : A Wedding for Christmas
- Réalisation : Fred Olen Ray
- Scénario :
- Durée : 90 minutes
- Pays :  États-Unis
- Date : 2018
- Musique : Christopher Cano

## Distribution
- Cristine Prosperi (VF : Adeline Chetail) : Haley Foster
- Colton Little (VF : Anatole de Bodinat) : Carter Wilson
- Vivica A. Fox : Mme Reynolds
- Lesli Kay : Jane
- William McNamara (VF : Jean Rieffel) : Frank
- Adrienne Thomas (VF : Aurélie Konaté) : Lisa Brooks
- Natalie Mauro : Angela
- Robert Livingston : Paul
- Elizabeth Covarrubias (VF : Isabelle Leprince) : Brenda
- Curtis McGann (VF : Jim Redler) : Ryan
- Elaine Partnow (VF : Cathy Cerda) : Florence

- Version française
  - Studio de doublage : Nice Fellow[1]
  - Direction artistique : Stéphane Marais
  - Adaptation : ?